# Бари Ууд
Бари Ууд (на английски: Bari Wood) е американска журналистка и писателка на произведения в жанра хорър, трилър и научна фантастика. В България е издавана и като Бари Уд.

## Биография и творчество
Бари Ууд, с рождено име Бари Ив Простърман, е родена на 31 декември 1936 г. в Джаксънвил, Илинойс, САЩ. Израства в и около Чикаго. Завършва Северозападния университет в Еванстън, Илинойс, с бакалавърска степен по английски език. През 1957 г. се премества в Ню Йорк. Първо работи в библиотеката на Американското онкологично дружество, а после работи като редакторка на литературното издание на дружеството CA: A Cancer Journal for Clinicians и на медицинското списание Drug Therapy. В началото на 70-те години започва да пише художествена литература.
Първият ѝ роман „Близнаци“, в съавторство с Джак Гийсланд, е издаден през 1974 г. Историята в книгата е за странния живот и шокиращите смъртни случаи на лекари близнаци, за братската любов и адът на личните мании. През 1988 г. романът е екранизиран във филма „Смъртоносна връзка“ с участието наДжеръми Айрънс и Женевиев Бюжо.
През 1975 г. е издаден романът ѝ „Смъртоносен дар“. Нападателят на Дженифър Гилбърт, проникнал в дома ѝ, умира с пречупен гръбнак. Инспекторът от отдел „Убийства“ Ставицки открива, че на два пъти тя е била близо до хора, които са загинали ужасно и необяснимо, и той трябва да открие дали това е случайност или някаква свръхестествена дарба.
През 1993 г. е издаден романът ѝ „Белязан да убива“. Героинята Ив Клайн има ясновидска дарба, която обаче се е преврнала в нейно проклятие – прогонила съпруга ѝ и е накарала майка ѝ да се самоубие. Но един ден тя „вижда“ тялото на жертва на убийство – последната цел на сериен убиец, известен като Човека вълк, което променя живота ѝ. През 1999 г. романът е екранизиран във филма „Видението“ с участието на Анет Бенинг и Робърт Дауни Джуниър.
Докато е в Ню Йорк, тя се омъжва за д-р Гилбърт Конгдън Ууд, биолог от Американското общество за борба с рака. През 1981 г. те се преместват във ферма в Риджфийлд, Кънектикът, където живеят до смъртта му през 2000 г. През 2008 г. се омъжва за Денис Кази.
Бари Ууд живее със семейството си в Лансинг, Мичиган.

## Произведения

### Самостоятелни романи
- Twins (1974) – с Джак Гийсланд[1][2]
- The Killing Gift (1975) – награда „Пътман“
Смъртоносен дар, изд. „Коала“ (1994), прев.
- Dead Ringers (1977) – с Джак Гийсланд
- Lightsource (1984)
- Amy Girl (1987)
- Doll's Eyes (1993)
Белязан да убива, изд. „Атика“ (1994), прев. Милена Григорова
- The Basement (1995)

### Участие в общи серии с други писатели

#### Поредица „Книжки от ада“ (Paperbacks from Hell)
4. The Tribe (1981)
от поредицата има още 4 романа от различни автори

### Екранизации
- 1988 Смъртоносна връзка, Dead Ringers – по книгата „Близнаци“, с Джеръми Айрънс и Женевиев Бюжо
- 1999 Видението, In Dreams – по романа „Белязан да убива“, с Анет Бенинг и Робърт Дауни Джуниър
- 2023 Dead Ringers – тв сериал, с Рейчъл Вайс